# Oktyabr
Oktyabr (en russe : Октябрь ; en français Octobre) est un mensuel littéraire publié à Moscou depuis 1924.

## Historique
Conçu comme plateforme d'expression de l’Association des écrivains prolétaires de Moscou et l'Association des écrivains prolétaires de toute la Russie ayant respectivement pour origine les groupes littéraires Oktyabr et Kuznitsa, le magazine sera conjointement géré par ces deux organismes jusqu'en 1933, quand la direction en sera confiée au Comité d'organisation de l'union des écrivains de la RSFSR. Entre 1934 et 1957, il dépend directement de l'Union des écrivains soviétiques, puis, sera de nouveau placé sous l'égide de union des écrivains de la RSFSR. Parmi les premières publications on y retrouve les œuvres de Sergueï Essénine, Vladimir Maïakovski, Mikhaïl Zochtchenko, Andreï Platonov, Arkadi Gaïdar, Alexandre Tvardovski, Constantin Paoustovski, Mikhaïl Prichvine.

## Rédacteurs en chef
- Semion Rodov
- Labori Kalmanson
- Alexandre Fadeïev
- Alexandre Serafimovitch (1926-1929)
- Fiodor Panfiorov (1931-1954 et 1957-1961)
- Mikhaïl Khraptchenko (1954-1957)
- Vsevolod Kotchetov (1961-1973)
- Anatoli Ananiev (1973-2001)
- Irina Barmetova (2001-)